# Рало

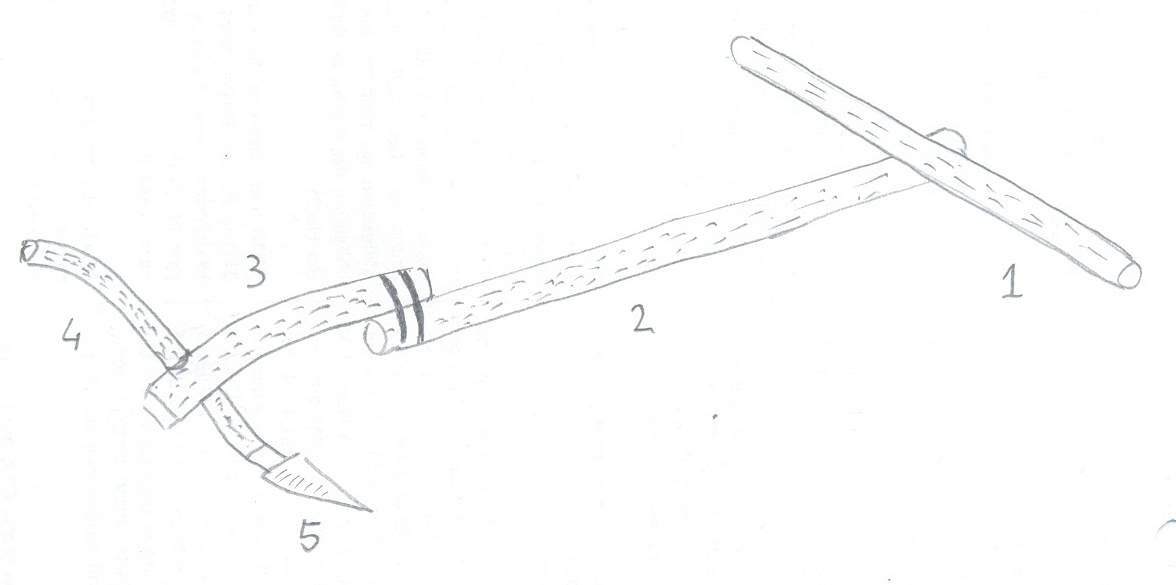
Схема простейшего одноручного орала: 1) ярмо, 3) грядиль, 5) лемех

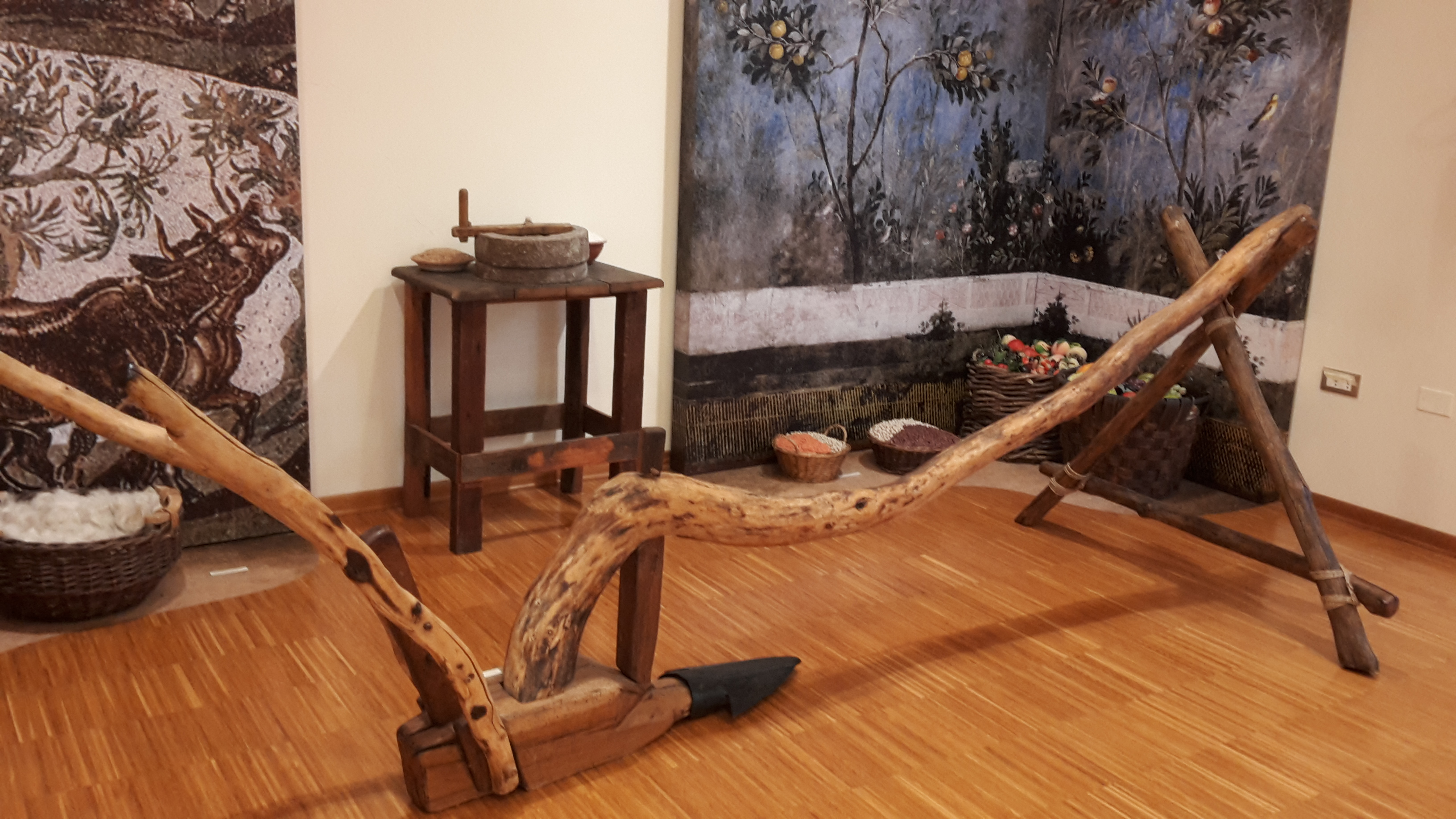
Реконструированный экспонат Музей римского центуриациона в Боргорикко Центуриацион в Боргорикко

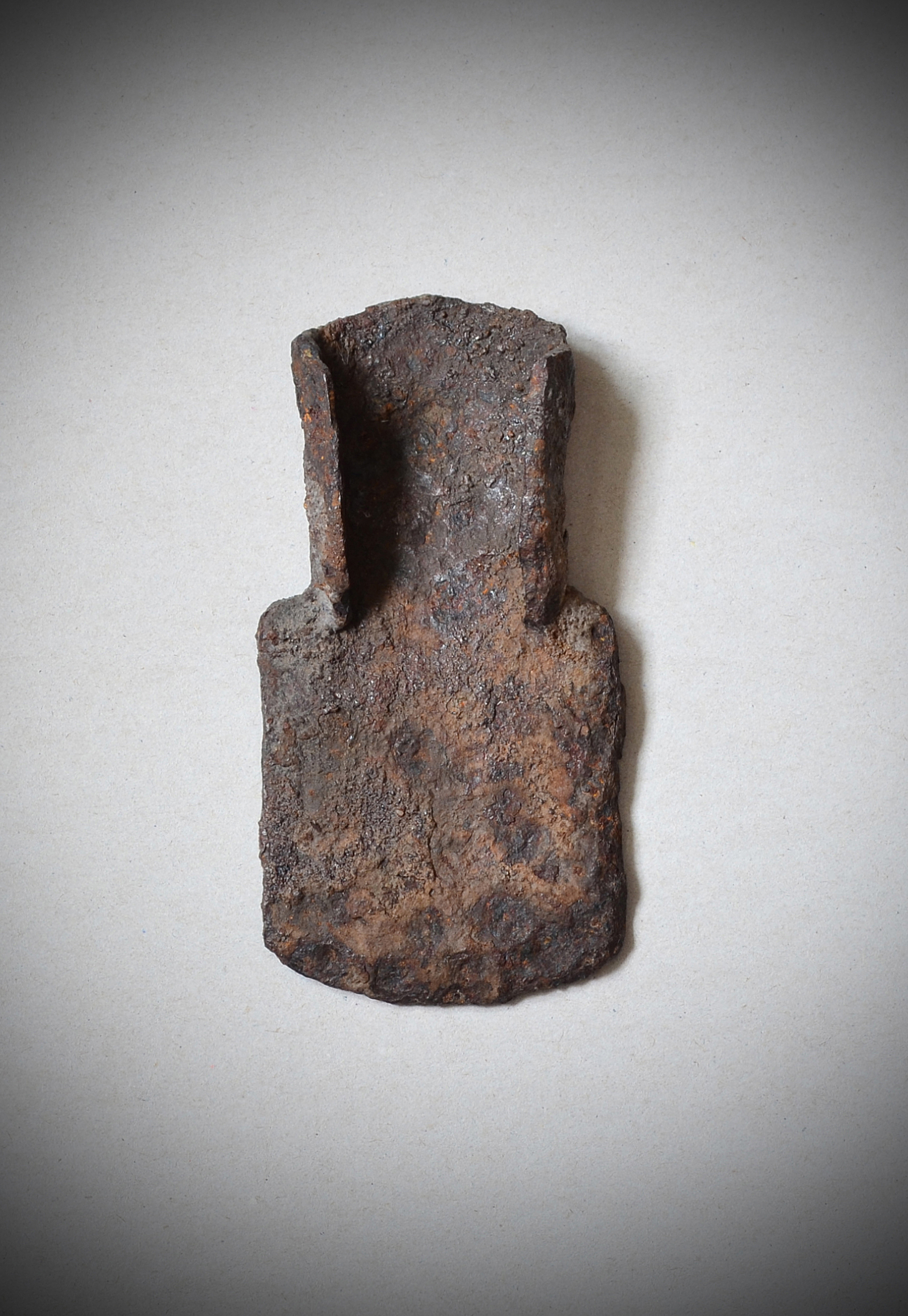
Наральник (ральник) средневековый. Рязанское княжество

Ра́ло или ора́ло (праслав. *ordlo от праиндоевропейского корня, ср. греч. ἄροτρον) — земледельческое орудие, близкое к плугу. Основная функция рала — рыхление почвы. Имело деревянную основу и металлический наконечник ральник. Обладало дышлом, в которое впрягался скот. Тягловой силой для рала были волы или лошади. Исторически пришло на смену ручной мотыге. В дальнейшем рало было вытеснено колесным плугом.
Также рало — единица обложения данью, налогами сельского населения в Древней Руси. В конце XIII — начале XIV вв. рало было заменено повинностью под названием «поплужное».

## История

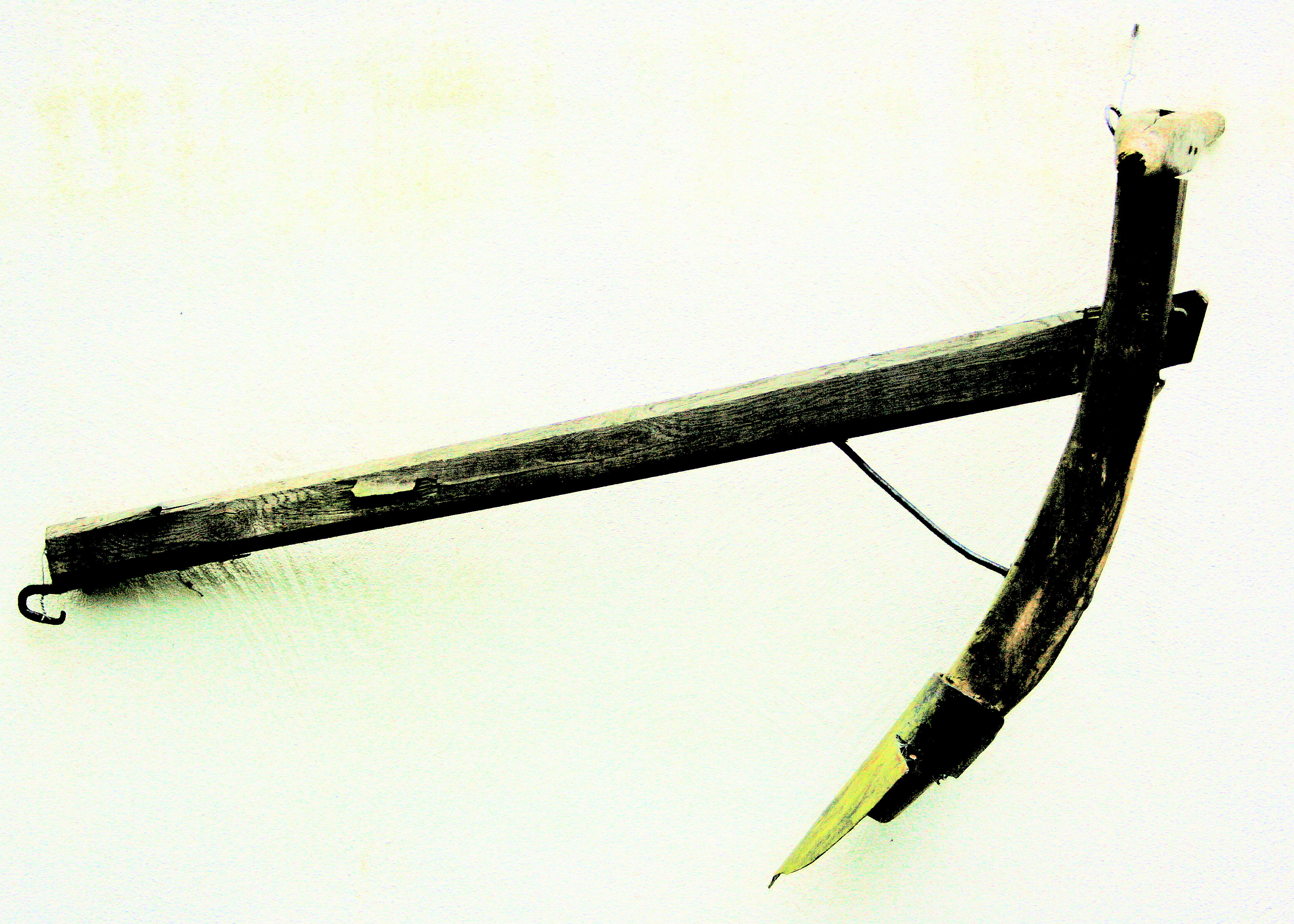
Средневековый плуг-крюк из дерева с железными шипами на конце, который царапает землю, но не переворачивает комья

Рало — сельскохозяйственный инструмент, изобретенный около 4000 г. до н. э. в эпоху неолита, используемый для рыхления почвы без её переворачивания. Первоначально рало былo деревянным и состоялo из симметричного ральника (элемент, работающий в почве) и дышлa элементa для запряжения животных). Позже рало стали делать из железа. Рало могли тянуть люди или тягловые животные — быки, а позже и лошади (о чём свидетельствуют найденные ралa разных размеров). На польских землях рало использовалoсь до конца 12 века, когда его сменилa соха, которая, в свою очередь, былa вытесненa плугом.
Позднее рало использовалoсь как инструмент для ухода за почвой; для рыхления и уничтожения сорняков.